# برهان الدين ابن القيم
بُرْهَانُ الدِّينِ أَبُو إِسْحَاقَ إِبْرَاهِيمُ بْنُ مُحَمَّدِ بْنِ أَبِي بَكْرِ بْنِ أَيُّوبَ بْنِ سَعْدِ بْنِ حَرِيزِ بْنِ مَكِّيٍّ الزُّرْعِيُّ الْحَنْبَلِيُّ ويُعرف اختصارًا بـ برهان الدين ابن القيم أو ابن القيم أو ابن قيم الجوزية (719 – محرم 767 هـ / 1319 – 1365م) هو عالم في النحو والفقه. مات في صفر بالمزة ودفن بدمشق. ومن مؤلفاته:
- إرشاد السالك إلى حل ألفية ابن مالك.
- تحقيق القول في سنة الجمعة[9]